# سبخة الأفيال
سبخة الأفيال سبخة بولاية القصرين بالوسط الغربي التونسي، تقع على بعد 18 كم جنوب غربي مدينة القصرين و 4 كم شمال شرقي مدينة فريانة.
| سبخة الأفيال |